# 普雷欧
普雷欧（法語：Préaux，法語發音：[pʁeo]）是法国滨海塞纳省的一个市镇，属于鲁昂区。

## 地理
普雷欧（49°29'29"N, 1°12'48"E）面积18.95 平方千米，位于法国诺曼底大区滨海塞纳省，该省份为法国北部沿海省份，其西部及北部濒大西洋英吉利海峡，东起顺时针与索姆省、瓦兹省、厄尔省和卡爾瓦多斯省接壤。
与普雷欧接壤的市镇（或旧市镇、城区）包括：布瓦莱韦克、方丹苏普雷欧、坎康普瓦、龙什罗勒-叙勒维维耶、圣雅克-叙达尔内塔勒、拉维约吕。

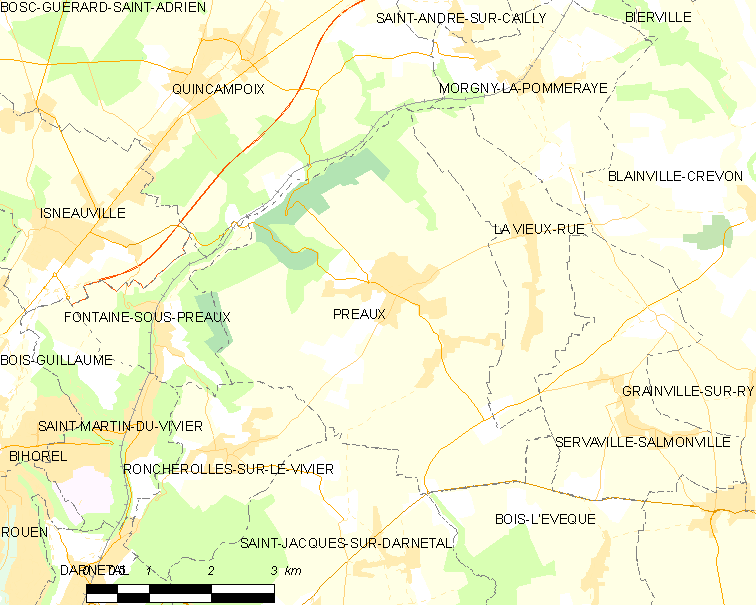
普雷欧的OSM定位图

普雷欧的时区为UTC+01:00、UTC+02:00（夏令时）。

## 行政
普雷欧的邮政编码为76160，INSEE市镇编码为76509。

## 政治
普雷欧所属的省级选区为勒梅尼勒埃纳尔县。

## 人口

1962-2008年间普雷欧人口变化图示

普雷欧于2022年1月1日时的人口数量为1856人。